# إدوارد هولتون
إدوارد هولتون هو سياسي كندي، ولد في 1 سبتمبر 1844 في مونتريال في كندا، وتوفي في 10 أغسطس 1907. نشط حزبياً في الحزب الليبرالي الكندي. وقد انتخب عضو مجلس العموم الكندي.